# Gonna Get Over You
Gonna Get Over You è un singolo della cantante statunitense Sara Bareilles, pubblicato nel 2011 ed estratto dall'album Kaleidoscope Heart. 
Ne esiste una versione pubblicata su iTunes sempre nel 2011 che vede la collaborazione di Ryan Tedder.

## Tracce
- Download digitale

1. Gonna Get Over You - 4:16

## Video
Il video della canzone è stato diretto dall'attore Jonah Hill e pubblicato nel settembre 2011.